# Aruena apicimaculata
Aruena apicimaculata  (лат.) — вид цикадок из отряда полужесткокрылых. Единственный вид рода.

## Описание
Цикадки длиной около 3—4 мм. Умеренно стройные, несколько дорсовентрально сплющенные, жёлтого цвета. Встречаются в подлеске среди разнотравья со злаками и осоками. 1 вид.